# Скасування козацького устрою в Слобідській Україні

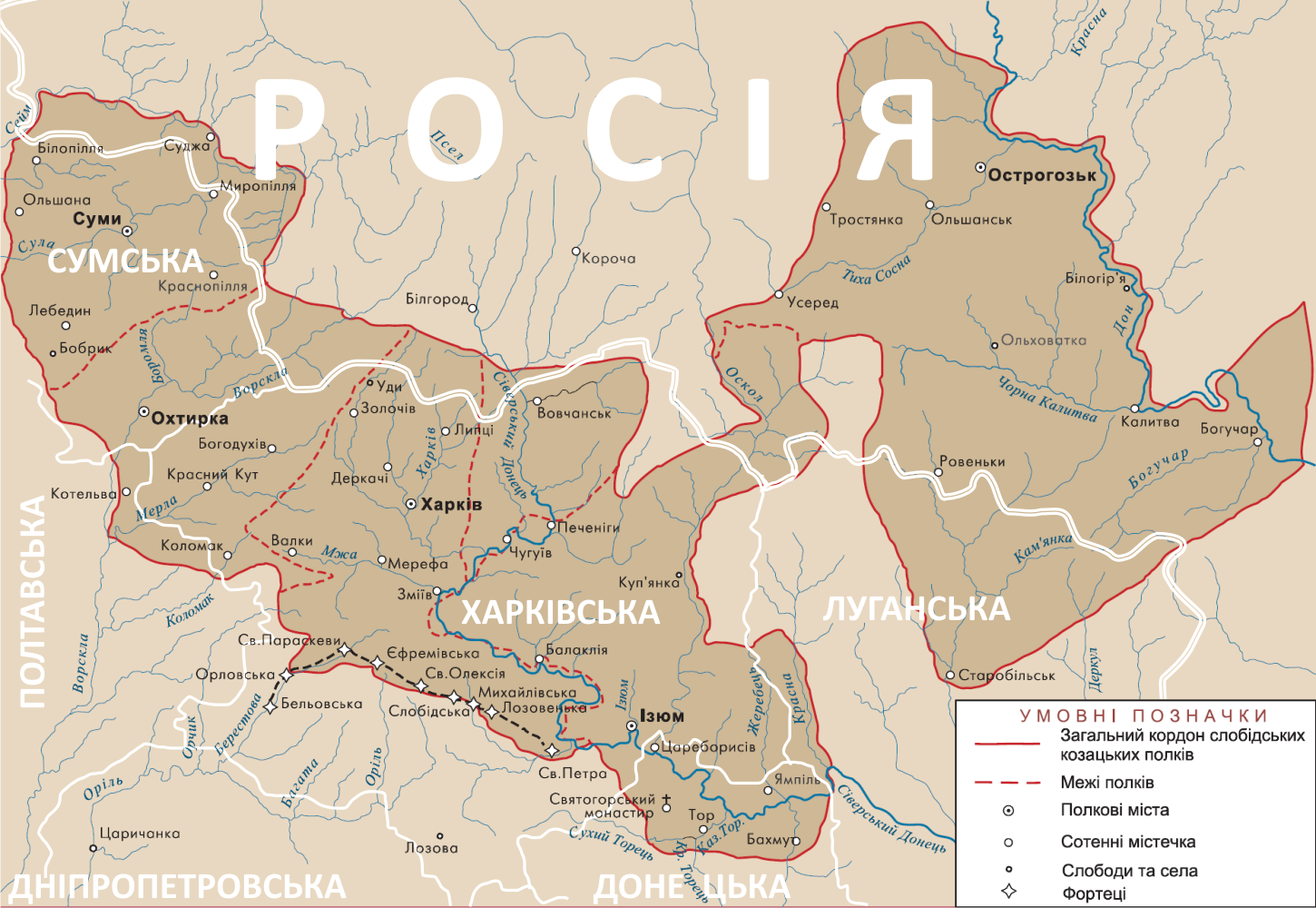
Карта полків Слобідської України в 1764-му. Білим кольором — сучасні кордони.

Скасування козацького устрою в Слобідській Україні — адміністративна та військова реформа уряду Російської імперії, проведена у 1763—1765 рр. та націлена на ліквідацію автономії слобідських козацьких полків. У наслідку реформи на території Слобідської України почали діяти російські державні установи, а козацькі полки було реформовано у регулярні гусарські. На території слобідських полків було утворено Слобідсько-Українську губернію з центром у Харкові.

## Передумови
Від часів Петра І російський уряд почав чимраз більше втручатися у внутрішнє життя слобідських полків і обмежувати їх автономію. У 1700 р. Петро І позбавляє полки права обирати собі полковників, постановивши, що вони обираються до самої смерті. Тим же наказом, Петро І значно зменшує кількість виборних козаків — приблизно до 3500 чоловік, у том числі у Сумському полку — 1200, Охтирському — 820, Харківському — 850, Ізюмському — 250, Острогозькому — 350 козаків.
Усіх інших слобідських козаків було переведено у подпомічники, які були зобов'язані орати землю, постачати спорядження, коней та зброю для виборних козаків. На посади полковників російське керівництво почало призначати потрібних собі людей, у тому числі іноземців.
За часів Катерини I слобідські полки переводять до відомства Військової колегії, внаслідок чого у кожному полку було створено регулярну роту.
У 1732 р. за часів правлінні Анни Іоанівни автономію Слобідської України було скасовано. Слобідські полки було перетворено в армійські та підпорядковано спеціальній комісії. Усі питання діяльності полків вирішалися комісією, а полковники запрошувалися лише в окремих випадках. Також було створено «кріпосні контори» для запису земельних документів, та було ліквідовано право зайняття вільних земель козаками. Полковники були перетворені на прем'єр-майорів, а на їх чолі було поставлено дивізійного генерала.
У 1743 р. Єлисавета Петрівна скасувала попередні зміни та відновила попереднє козацьке самоврядування. Також вона видала жалувану грамоту для всіх слобідських полків.
Після часткового скасування нововведень 1743 р. суперечності у Слобідських полках давалися взнаки й особливо загострилися наприкінці 50-х рр. Старшини упорядкували «Экстракт о изнеможеннии слободских полков» й спорядили делегацію до Петербургу з чолобиттям про «нужди» й потреби. Однак делегація так і не отримала аудієнції у Єлизавети, а потім у Петра ІІІ. Разом з тим, відомо два проєкти місцевих старшин щодо реформування слобідських полків 50-х рр. XVIII ст. Один з цих проєктів запропонував ізюмський полковник Михайло Милорадович, інший — острогозький полковник Степан Тев'яшов.
Після сходження на престол Катерини II, її реформи стосовно усіх українських козаків були розпочаті зі слобідських. Найперше імператорський уряд планував реорганізувати козацькі полки в регулярні військові частини.
У 1763 році, на початку нового правління, Катерина II доручила майору лейбгвардії Ізмайловського полку Євдокиму Щербиніну очолити «Комісію о Слобідських полках» з метою вивчення причин «неблагополуччя» на цих землях для їх усунення.
Козацька старшина задовго до ліквідації слобідських полків, була інтегрована до політичного тіла імператорської Росії. Абсолютна її більшість відносилась (чи відносила себе) до «вищого стану народонаселення» («шляхетства» та «простих панів» і «дворянських фамилій») ще з найранніших хвиль переселенців часів перших колонізаторських потуг полковника Івана Дзика (Дзиковського). Широке роздолля малозаселених степів колишнього Дикого степу з можливостями землеволодіння, імператорські дозволи на переселення і сприяння в заселенні південних кордонів Росії привело до того, що з часом «…слобідські полковники й старшими забули про свою батьківщину», «стали зовсім байдужі до народних інтересів…» і дбали лише, аби «з дійсного свого становища здобути… власні користі». Все це відбувалося на фоні відсутності чіткого юридичного регулювання дрібного землеволодіння навіть напередодні реформ полково-сотенного устрою 1765 року.

## Комісія Щербініна
Комісія Щербініна була направлена впорядкувати фіскальну систему, розслідувати земельні справи, з'ясувати причини важкого становища обивателів. Головне, гвардії секунд-майору Євдокиму Щербініну дозволили за своїм розсудом приймати скарги і розслідувати справи про зловживання старшин в усіх слобідських полках «и как скоро слободских полков командиры и старшина при начатии следствия подозрительны усмотрятся, оных
немедленно от команды отрешать, а на место их заступать тем кои по старшинству следуют из действительно служащих». Таким чином, Комісії Щербініна надавались практичні права по управлінню краєм, усуненню і призначенню старшин.
У Харків Комісія прибула за височайшим повелінням із столиці. Вона, зокрема, розслідувала численні скарги населення на зловживання полкової старшини слобідських полків (оскільки територія була «напіввільна», полковники і сотники дійсно собі вельми багато дозволяли). Були виявлені факти захоплення старшиною громадських і полкових земель, значне казнокрадство (державних грошей), присвоювання громадських грошей, продаж військових і виборних посад за гроші, порушення діловодства, вимагання, фізичні розправи та інші факти.
Згідно з доповіддю Комісії Катерина II запевнюється, що на Слобожанщині немає громадянської влади, і приймає рішення про введення цивільного адміністративного управління шляхом створення губернії (при схоронності існуючої структури території). Також в результаті успішних російсько-турецьких воєн кордон значно відсунулася на південь від Слобожанщини, з'явився новий захист від татар — Слов'яносербія зі своїми полками, і військове значення території Слобожанщини як бар'єру від татарських набігів зменшилася. І тому також у знову створюваній губернії було введено цивільне управління.
Підсумком став маніфест Катерини ІІ від 28 липня 1765 року «Про заснування в слобідських полках пристойного цивільного устрою і про перебування канцелярії губернської і провінційної», згідно з яким ґрунтувалася Слобідсько-Українська губернія з п'ятьма провінціями на місці полків і адміністративним центром у Харкові. Євдоким Щербінін став губернатором нової губернії. Згідно того ж маніфесту приймається рішення про перетворення слобідських полків в регулярні гусарські.

## Реформа військових полків
Протягом 1763—1764 рр. замість скасованих козацьких полків, утворено імперські регулярні — Харківський, Сумський, Охтирський, Ізюмський і Острогозький гусарські полки. Слобідських козаків і підпомічників перетворено на так званих військових обивателів (за соціальним станом вони були подібні до державних селян), козацьку старшину зрівняно з російським дворянством (в залежності від рангу надавалося спадкове чи особисте дворянство). Виявившим бажання продовжувати службу у імперських полках надано військові чини відповідно від уряду який вони обіймали у козацьких полках. Старшинам які відмовилися продовжували службу також отримували відповідні чини, військові чи цивільні згідно Табелю про ранги.
Військові обивателі та міщани (крім власницьких підданих та кріпаків) за жеребом (від якого тепер деякі ухилялися) служили в територіальних гусарських полках постійного складу. Полковий склад у мирний час був встановлений маленький — 1000 осіб на полк, але найчастіше він перевищував, іноді значно. Решта військові обивателі призовного віку, які не пройшли за жеребом, періодично проходили навчальні збори. При початку війни полки розширювалися за штатом воєнного часу, і в її продовженні при потребі отримували поповнення з мирної губернії із тих, хто пройшов в минулому підготовку у складі маршових ескадронів.
Переформування, на прикладі Охтирського полку, відбувалося наступним чином :

| «В момент получения Высочайшего указа в Ахтырском казачьем полку состояло налицо: 9 полковых и 25 сотенных старшин, 59 подпрапорных, 26 полковых служителей и 1227 казаков. Инструкция требовала, чтобы в гусары поступали люди не менее 2-х аршин и 6-ти вершков роста; а так как ахтырские казаки в большинстве были народ хотя и с сильно развитою мускулатурою, но малорослые и приземистые, то большинство из них оказалось непригодными для гусарского строя. Выбраны были одни богатыри, которые при физической силе отличались еще и значительным ростом. Таких людей набралось только 378 человек, из числа которых 341 зачислены были во фронт, 7 обращены в трубачи, 5, оказавшихся грамотными, в писаря и 25 человек в нестроевые. Кроме них, принято было еще 22 «подпрапорных», т. е. старшинских детей, добровольно изъявивших желание поступить в гусары и предназначенных для замещения в эскадронах должностей вахмистров, унтер-офицеров и капралов. Все остальные казаки, как непригодные к регулярному строю, отпущены были домой и превратились с этих пор в простых, мирных пахарей» |
Як згодом виявилося, новоспеченим гусарам поталанило набагато більше, ніж тим із козаків, що перетворилися на «простих мирних орачів» — останніх, у переважній більшості, невдовзі було просто закріпачено.
Перетворенням козацьких полків на гусарські місцеву старшину було урівняно в правах з російським дворянством. Тоді серед привілейованого стану саме «дворяни-українці» на території колишніх Сумського, Охтирського, Харківського та Ізюмського слобідських козацьких полків переважали (і володіли основною частиною земель), на відміну від Острогожчини (мається на увазі Острогожчина в межах до булавінського повстання, без Приайдарщини), де більшість була за росіянами. Така фіксація власників земель за національною ознакою зрозуміла, бо залежала від географічної близькості Острогожська до центральних губерній Росії.

## Скасування козацького устрою
Маніфест 1765 р. ліквідував козацький устрій і слобідські полки та ввів російські установи.
До реформи полки утримувалися «на місцях» населенням. Ті, хто служив в полках до 1765 року часто на свої гроші купував коня і обмундирування (крім зброї). З 1765 року полк стала утримувати влада, а не місцеве населення. Також замість постійних поборів старшини з місцевих жителів — на коней, амуніцію, озброєння, фураж, провіант, платню козакам і старшині, вилучення місцевих коней і волів для перевезень, тощо — був введений єдиний податок «з душі», що проживає на Слобожанщині, мавший 4 градації і надходивший в скарбницю.
Найбільший податок був з привілейованих державних військових обивателів (так переменували козаків та їх помічників), які мали право гнати і продавати в дозволених поселень «вино» — 90-95 копійок на рік. З непривілейогіваних військових, які вино не мали права гнати, — 80-85 копійок річних з душі. З циган та чужинців — 70 копійок. З «власницьких підданих черкас» — 60 копійок. Дворяни, духовенство і жінки податків не платили.
Зберігалися пільги (не всі), даровані слобожанам Петром І. Найголовніше — у військових поселеннях, слободах, містечках, містах (крім кількох) дозволялося винокуріння. Також приблизно двом третинам населення губернії був дозволений видобуток солі, за якою їздили на Тор. «Непривілейовані» змушені були купляти казенне вино у «привілейованих», а також казенну сіль, на яку була державна монополія. Також привілейованим дозволялися інші промисли (виготовлення на продаж різних речей, продаж продуктів і пр.) без сплати податків.
Полкові й сотенні форми цивільного управління були формально скасовані. Але насправді полковники і сотники мали владу на своїх територіях не тільки військову, вона була остаточно скасована в 1780 році при реорганізації провінцій і комісарств в повіти.
Території полкових сотень об'єднувалися в комісарства при збереженні самих сотень. У центрах комісарства були організовані: комісарське управління, комісарська канцелярія, місцевий суд. Комісарства об'єднувалися в провінції, які територіально точно відповідали полкам. Всі провінції складали губернію.
В 1766 було скасовано існуючий адміністративний поділ і всю територію слобідських козаків було перетворено в нову Слобідсько-Українську губернію з центром у Харкові. П'ять слобід: Охтирка, Харків, Ізюм тощо отримали статус міст.
Особлива увага була приділена Харкову, який з 1780 став головним містом в новоствореній Харківській губернії.

## Протести козаків
Дізнавшись про це, полковник Ізюмського полку Федір Краснокутський у 1764 р. спробував підняти слобідську старшину на масовий протест проти намірів російської влади.
Ізюмський полк і деякі старшини Харківського полку виступили явно проти реформи.
Але інша козацька старшина не відгукнулася на його пропозицію — подати імператриці колективну петицію. Кожен із старшин боявся втратити нажите багатство, посади й сподівався знайти тепле місце в нових структурах.
Російський уряд провів арешти, шукаючи ширшої змови.
Краснокутського позбавили чинів, маєтку й заслали до Казані, декого з рядових старшин вибито батогами.
Вияви невдоволення й протесту мали місце й під час виборів до Комісії складання проєкту «Нового Уложенія» 1767 р.: в деяких наказах (зокрема на Сумщині) була вимога відновити козаччину. Але російські урядові репресії ліквідували цей рух опору.
За даними генерала Щербініна, мешканці Слобожанщини ворожо сприйняли реформування полків. Козаки, що перейшли до гусарів зазнавали утисків не лише з боку місцевих урядників, а й з боку власних батьків. У зв'язку з цим ці козаки почали збігати зі служби, їх ловили, били батогами та повертали до полків.

## Наслідки
Козацьку автономію та полковий устрій було остаточно ліквідовано. Слобідська Україна перетворилась на звичайну провінцію Російської Імперії, Слобідсько-Українську губернію з центром у Харкові.